# Vitellinaporslinsblomma
Hoya vitellina är en oleanderväxtart som beskrevs av Carl Ludwig von Blume. Hoya vitellina ingår i släktet Hoya och familjen oleanderväxter. Inga underarter finns listade i Catalogue of Life.